# المرأة والصحة (مجلة)
المرأة والصحة هي مجلة للرعاية الصحية تم تأسيسها عام 1976. هي تتضمن الأبحاث في مجال صحة المرأة. رئيسة التحرير هي إلين ب. جولد (جامعة كاليفورنيا، ديفيس). وفقًا لجريدة سيتاسين ريبورتس، فأن المجلة لها عامل يأثير منذ عام 2105 بقدر 1.377، حيث تم تصنيفها في المرتبة التاسعة من بين 40 مجلة خاصة بفئة دراسات المراة والسادسة والثمانين ضمن فئة الصحة العامة والبيئة والمهنية.

## وصلات خارجية
- الموقع الرسمي